# Cuicatèque
Le cuicatèque est une Langues oto-mangues parlée dans l’Oaxaca au Mexique.